# Santa Rosa (Laguna)
Santa Rosa è una città componente delle Filippine, situata nella Provincia di Laguna, nella Regione del Calabarzon.
Santa Rosa è formata da 18 barangay:
- Aplaya
- Balibago
- Caingin
- Dila
- Dita
- Don Jose
- Ibaba
- Labas
- Macabling
- Malitlit
- Malusak (Pob.)
- Market Area (Pob.)
- Kanluran (Pob.)
- Pook
- Pulong Santa Cruz
- Santo Domingo
- Sinalhan
- Tagapo